# Tweede Kamerverkiezingen in het kiesdistrict Heerenveen
Tweede Kamerverkiezingen in het kiesdistrict Heerenveen geeft een overzicht van verkiezingen voor de Nederlandse Tweede Kamer in het kiesdistrict Heerenveen in de periode 1848-1850.
Het kiesdistrict Heerenveen werd ingesteld na de grondwetsherziening van 1848. Tot het kiesdistrict behoorden de volgende gemeenten: Aengwirden, Heerenveen, Ooststellingwerf, Opsterland, Schoterland, Smallingerland, Utingeradeel en Weststellingwerf.
Het kiesdistrict Heerenveen koos één lid van de Tweede Kamer.
Legenda
- cursief: in de eerste verkiezingsronde geëindigd op de eerste of tweede plaats, en geplaatst voor de tweede ronde;
- vet: gekozen als lid van de Tweede Kamer.

## 30 november 1848
De verkiezingen werden gehouden na ontbinding van de Tweede Kamer, na inwerkingtreding van de herziene grondwet.
|                  | 30 november | 15 december |
| ---------------- | ----------- | ----------- |
| Kiesgerechtigden | 724         | 724         |
| Opkomst          | 592         | 612         |
| Geldige stemmen  | 592         | 603         |
| Blanco stemmen   | 2           | 9           |
| Kandidaten       |             |             |
| N. van Heloma    | 293         | 318         |
| A.F. Jongstra    | 227         | 285         |
| U.A. Everts      | 57          |             |

## Opheffing
In 1850 werd het kiesdistrict Heerenveen opgeheven. De gemeenten die deel uitmaakten van het kiesdistrict werden toegedeeld aan het nieuw ingestelde kiesdistrict Steenwijk (Ooststellingwerf en Weststellingwerf) en het in een meervoudig kiesdistrict omgezette kiesdistrict Sneek (overige gemeenten).